# Agromyza felleri
Agromyza felleri este o specie de muște din genul Agromyza, familia Agromyzidae, descrisă de Erich Martin Hering în anul 1941. Conform Catalogue of Life specia Agromyza felleri nu are subspecii cunoscute.